# Ai Maeda (seiyū)
Ai Maeda (前田 愛 Maeda Ai?) es una actriz de voz (seiyū) y cantante nacida en Kobe, Hyōgo, Japón, empleada por Aoni Production. También es conocida con el nombre de AiM como cantante y con el nombre de ai como compositora. 

## Filmografía

### Anime
| Año  | Título                                           | Papel                                 | Ref.  |
| ---- | ------------------------------------------------ | ------------------------------------- | ----- |
| 1996 | GeGeGe no Kitarō                                 | Child / Student B / Boy B             | [ 3 ] |
| 1997 | Detatoko Princess                                | Wife                                  | [ 3 ] |
| 1998 | Sentimental Graffiti                             | Emiru Nagakura                        |       |
| 1999 | Digimon Adventure                                | Mimi Tachikawa                        |       |
| 2000 | Digimon Adventure 02                             | Mimi Tachikawa                        |       |
| 2000 | Baby Felix                                       | Marin                                 |       |
| 2000 | Mushrambo                                        | Sanju                                 |       |
| 2001 | Angelic Layer: Battle Doll                       | Torimaki B                            |       |
| 2001 | Super Gals! Kotobukiran                          | Yukie Mochida                         |       |
| 2001 | Najica Blitz Tactics                             | Haruka                                |       |
| 2003 | F-Zero Falcon Densetsu                           | Kate Allen                            |       |
| 2003 | Zatch Bell!                                      | Megumi Oumi                           |       |
| 2004 | Samurai Champloo                                 | Koza                                  |       |
| 2004 | Bōken Ō Beet                                     | Poala                                 |       |
| 2005 | Xenosaga The Animation                           | Shion Uzuki                           |       |
| 2005 | Beet the Vandel Buster Exerion                   | Poala                                 |       |
| 2006 | Gaiking: Legend of Daiku-Maryu                   | Abeya Kyoko                           |       |
| 2006 | Kamisama Kazoku                                  | Kumiko Komori                         |       |
| 2006 | La Corda d'Oro: Primo Passo                      | Mai Tsugawa                           |       |
| 2007 | Strait Jacket                                    | Nerin Simmons                         |       |
| 2007 | Yes! PreCure 5                                   | Karen Minazuki/Cure Aqua              |       |
| 2007 | Ge Ge Ge no Kitarou                              | Chigusa Kataoka                       |       |
| 2007 | Hatara Kizzu Maihamu Gumi                        | Mizuki Kotobuki                       |       |
| 2007 | Artificial insect KABUTO BORG Victory by Victory | Amelia                                |       |
| 2008 | Yes! PreCure 5 GoGo!                             | Karen Minazuki/Cure Aqua              |       |
| 2008 | Ge Ge Ge no Kitarou                              | Midori                                |       |
| 2009 | Kaidan Restaurant                                | Kazuyo Ohzora / Ako's Mother          |       |
| 2009 | Sasameki Koto                                    | Noe Hayasumi                          |       |
| 2009 | One Piece                                        | Elizabeth (Fantasy)                   |       |
| 2010 | Kaidan Restaurant                                | Sylvia's Mother                       |       |
| 2010 | Nurarihyon no Mago                               | Yura Keikain                          |       |
| 2014 | M3 the dark metal                                | Kasane Agura                          |       |
| 2015 | Sailor Moon Crystal                              | Setsuna Meioh/Sailor Pluto            |       |
| 2017 | One Piece                                        | Elizabeth (Fantasy) Charlotte Galette |       |

### Películas
- Kill Bill: Volumen 1 (secuencia de anime), O-Ren Ishii (2003)
- Serie de películas Pretty Cure All Stars, Karenina Minazuki / Cure Aqua (2008-2016)
- Pretty Guardian Sailor Moon Eternal  como Setsuna Meiō / Sailor Pluto (2021)
- Pretty Guardian Sailor Moon Cosmos: The Movie como Setsuna Meiō / Sailor Pluto (2023)

### OVAs
- Spectral Force 2 ~Eien naru Kiseki~ Range (2001)
- Halo Legends (Odd One Out) Cortana (2010)

### Videojuegos
- Dark Escape 3D, protagonista femenina
- Kemono Friends, Tamama (Gitl Type)[4][5]
- Real Sound: Kaze no Regret, Girls (1997)
- Xenosaga Episode I, Shion Uzuki (2002)
- Videojuegos de Zatch Bell, Megumi Oumi (2003)
- Xenosaga Episode II, Shion Uzuki (2004)
- Serie Samurai Warriors, Oichi y Samurai Woman (2004)
- Namco × Capcom, Shion Uzuki (2005)
- Azumi2 Death Or Love (2005)
- Xenosaga Episode III, Shion Uzuki (2006)
- Tokimeki Memorial Girl's Side 2nd Kiss, Haruhi Nishimoto (2006)
- Warriors Orochi series, Oichi (2007)
- Yggdra Union: We'll Never Fight Alone (versión PSP), Nietzsche y Eudy (2008)
- Rune Factory 2, Yue / Aria (2008)
- Persona 4, Chihiro Fushimi (2011)
- Digimon Adventure PSP, Mimi Tachikawa (2013)
- Deception IV: Blood Ties, Valgyrie (2014)
- Digimon Story: Cyber Sleuth, Sayo (2015)